# Szántód
Szántód is een plaats (község) en gemeente in het Hongaarse comitaat Somogy. Szántód telt 370 inwoners (2001).